# Sancho de Ahonés
Sancho de Ahonés (?-Acre,?) fue un obispo de Zaragoza entre los años 1216 y 1236.
Perteneciente a una familia noble aragonesa, era hermano de Pedro de Ahonés y Pelegrín de Ahonés. Los tres ocuparon diversos cargos en la administración del Reino de Aragón.
Como religioso medió en representación del papado en 1217 en el conflicto entre Fernando III de Castilla y el obispo de Osma por el señorío de la localidad. Está asimismo registrada la asistencia de Sancho a las Cortes de Huesca de 1221.
Compartió con sus hermanos una actitud levantisca contra la corona y consta que acompañaba a Pedro cuando este se negó a acatar la tregua con los musulmanes de Valencia. El enfrentamiento terminó con la muerte de Pedro en 1226 ante partidarios del rey. Luego apoyó a su segundo hermano en su revuelta contra el rey Jaime I de Aragón. El contraataque real fue ejecutado por Blasco de Alagón, que ya durante la minoría de edad del rey había participado en el partido contrario a los Ahonés. En 1227, Blasco hostigaba desde su castillo en Alagón a los rebeldes que Sancho capitaneaba en la provincia de Zaragoza Sofocadas estas rebeliones, Sancho participó junto al rey en 1233 en el sitio de Burriana.
De su obispado se recuerda el haber mandado establecer un cementerio en lo que luego sería la Plaza del Pilar de Zaragoza y la consagración en 1222 de la Iglesia de San Salvador de Ejea.
| Predecesor: Ramón de Castrocol | Obispo de Zaragoza 1216 - 1236 | Sucesor: Bernardo de Monteagudo |